# André Colasse
André Colasse (Jumet, 24 april 1943) is een Belgische voormalig voetballer. Hij speelde voor onder meer SC Charleroi en RSC Anderlecht.

## Speler
André Colasse werd geboren op 24 april 1943 in Jumet, een deelgemeente van Charleroi. Als 11-jarige begon hij dan ook te voetballen bij de plaatselijke jeugd van SC Charleroi. De jonge middenvelder bleek al gauw een talent te zijn en maakte in 1961 op 18-jarige leeftijd zijn debuut bij het A-elftal. In 1966 werd hij vicekampioen in de tweede klasse na kampioen KSV Waregem. Beide clubs promoveerden dat jaar naar de eerste klasse.
De jonge Colasse was een van de smaakmakers op het middenveld en besloot ook na de promotie bij SC Charleroi te blijven. In 1969 werd hij vicekampioen met een elftal dat verder nog bestond uit onder meer aanvoerder Jean-Paul Spaute, die later voorzitter zou worden van de club. In 1970 kreeg hij echter een aanbod van RSC Anderlecht. Colasse aarzelde niet lang en tekende een contract bij de Brusselse club. Bij Anderlecht werd hij een collega van onder meer Inge Ejderstedt, Jan Mulder, Paul Van Himst en Hugo Broos. Hij werd een vaste waarde en eindigde op het einde van het seizoen op de derde plaats in het klassement, goed voor een deelname aan de Europacup II. Ondertussen zag Colasse hoe de club van z'n hart, SC Charleroi, onderaan het klassement eindigde en opnieuw naar de tweede klasse degradeerde.
André Colasse bleef uiteindelijk slechts één seizoen bij Anderlecht en trok in 1971 op 28-jarige leeftijd terug naar Henegouwen, waar hij een contract tekende bij RAEC Bergen. Deze club speelde toen in de derde klasse. Colasse, die opnieuw de draaischijf werd van z'n team, slaagde erin om in 1974 te promoveren. Colasse bleef nog enkele jaren bij Bergen en bouwde dan zijn profcarrière af. In 1976 voetbalde hij voor RA Marchienne in de vierde klasse. Na reeds één seizoen kon hij opnieuw de promotie afdwingen met z'n nieuwe club. In 1978 zette de 35-jarige Colasse en punt achter een voetbalcarrière die 17 jaar duurde.

## Trainer
Na zijn carrière als voetballer ging André Colasse aan de slag als trainer. Onder leiding van de bekende voorzitter Jean-Paul Spaute kwam Colasse terug naar SC Charleroi, deze keer als coach. Colasse en Spaute waren leeftijdsgenoten en speelden in het verleden nog samen bij Charleroi. De Henegouwse club speelde in de tweede klasse en werd onder coach Colasse in 1985 vierde en plaatste zich zo voor de eindronde. Die eindronde werd gewonnen door de club en zo was SC Charleroi naast RWDM de tweede club die in 1985 naar de eerste klasse promoveerde. In 1987 werd Colasse als trainer opgevolgd door Aimé Anthuenis.